# 経済成長・規制緩和・消費者保護法
経済成長・規制緩和・消費者保護法(Economic Growth, Regulatory Relief, and Consumer Protection Act、略称:EGRRCPA、法律第115-174号、S.2155)は、2018年5月24日にドナルド・トランプ大統領によって署名され、法律として成立した。この法案は、2007年から2008年にかけての金融危機後の2010年にドッド＝フランク・ウォール街改革・消費者保護法によって課された金融規制を緩和するものである。

## 特徴
具体的には、この法案は、銀行が「大きすぎて潰せない」とみなされる基準額を500億ドルから2500億ドルに引き上げた。また、この法案は、総資産100億ドル未満の小規模銀行を対象としたボルカー・ルールを廃止した。
この法律は、ドッド＝フランク法以来の米国の銀行規制に最も大きな変更をもたらした。バーニー・フランクは、ドッド＝フランク法の当初の草案の一部は誤りであったとし、この法案を支持した。

## 成立までの経過
下院では、共和党のウォルター・B・ジョーンズ・ジュニアを除くすべての共和党議員と民主党議員193名中33名の賛成により、258対159の票で可決された。上院では、共和党議員全員と民主党議員47名中17名の賛成により、67対31の票で可決された。民主党議員団内では、進歩派が強く反対した。

## 余波
2023年の銀行危機を受け、一部の銀行専門家は、シリコンバレー銀行とシグネチャー銀行は、ドッド＝フランク法が「トランプ大統領の下で撤回されていなければ」、より適切にリスク管理されていただろうと述べたが、他の専門家は、シリコンバレー銀行は依然として同法の下で定期的なストレステストを受ける必要があったとして、この主張に異議を唱えている。
シリコンバレー銀行のグレッグ・ベッカー最高経営責任者（CEO）は、ドッド＝フランク法の下で資産規模2500億ドル未満の銀行に対して実施されたストレステストに必要なシナリオの頻度と数が減少したことを理由に、この逆戻りを支持し、その成立を明確に働きかけた 。サンフランシスコ連邦準備銀行は、資産1,000億ドルの銀行を毎年検査する裁量権を有していた。